# Juan Carlos Stauskas
Juan Carlos Stauskas (Buenos Aires, 6 agosto 1939) è un ex calciatore argentino, di ruolo difensore.